# Polesie (Rejowiec Fabryczny)
Polesie – część Rejowca Fabrycznego, w województwie lubelskim, w powiecie chełmskim. Leży w centralnej części miasta, wzdłuż ulicy Lubelskiej i Wspólnej. Stanowi zachodnie przedłużenie Kadzinka. Znajduje się na wschodnim krańcu rejowieckiej cementowni.